# Blahovichtchenske
Pour les articles homonymes, voir Blagovechtchensk (homonymie).
Blahovichtchenske (en ukrainien : Благовіщенське) est une ville de l'oblast de Kirovohrad, en Ukraine. Sa population s'élevait à 5 073 habitants en 2025.

## Géographie
Blahovichtchenske est située à 151 km à l'ouest de Kropyvnytskyï et à 237 km au sud de Kiev.

## Histoire
Blahovichtchenske a été fondée au XIXe siècle près d'une sucrerie établie en 1840 sur le territoire du village de Hrouchka (en ukrainien : Грушка). En 1899, la gare ferroviaire de Hrouchka fut ouverte sur le réseau ferroviaire à voie étroite de Haïvoron, une voie particulière desservant la sucrerie. En 1924, le village fut rebaptisé Oulianovka en l'honneur de Lénine, dont le véritable nom était Vladimir Ilitch Oulianov. Il devint en 1928 le centre administratif du raïon de Danilova Balka (en russe : Данилова Балка), et fut élevé en 1938 au statut de commune urbaine. En 1974, Oulianovka accéda au statut de ville.
Oulianovka est renommée Blahovichtchenske le 19 mai 2016 conformément à la loi interdisant les noms d'origine communiste.

## Population
La population de Blahovichtchenske a augmenté à partir des années 1950, alimentée par l'exode rural. Au cours des années 1990, en raison des difficultés économiques de l'Ukraine, la population a au contraire diminué. Elle se compose de 95 % d'Ukrainiens plus un petit nombre de Roms et de Russes.
Recensements ou estimations de la population :
| 1923* | 1926* | 1939  | 1959* | 1970*  | 1979*  |
| ----- | ----- | ----- | ----- | ------ | ------ |
| 695   | 916   | 4 000 | 9 254 | 10 630 | 11 443 |

| 1989*  | 2001* | 2010  | 2011  | 2012  | 2013  |
| ------ | ----- | ----- | ----- | ----- | ----- |
| 10 648 | 7 526 | 6 341 | 6 236 | 6 199 | 6 109 |

| 2014  | 2016  | 2017  | 2018  | 2019  | 2020  |
| ----- | ----- | ----- | ----- | ----- | ----- |
| 6 092 | 6 070 | 6 048 | 6 053 | 6 051 | 6 002 |

## Transports
Blahovichtchenske se trouve sur la route européenne 95 ou route ukrainienne M-05 Kiev – Odessa.